# Chironomus brevicornis
Chironomus brevicornis är en tvåvingeart som först beskrevs av Jean-Jacques Kieffer 1918.  Chironomus brevicornis ingår i släktet Chironomus och familjen fjädermyggor.
Artens utbredningsområde är Etiopien. Inga underarter finns listade i Catalogue of Life.